# Seznam osobností České Třebové
Toto je neúplný seznam významných osob, které se v České Třebové narodily, nebo zde působily.

## Starostové a další představitelé města Česká Třebová
| #   | Jméno               | Funkce                     | Období ve funkci                       |
| --- | ------------------- | -------------------------- | -------------------------------------- |
| 1.  | Honl                | rychtář                    | říjen 1847 – březen 1848               |
| 2.  | František Rybička   | starosta                   | březen 1848 – září 1850                |
| 3.  | Jan Čížek           | starosta                   | březen 1850 – září 1862                |
| 4.  | Hynek Rybička       | starosta                   | září 1862 – únor 1868                  |
| 5.  | Alexandr Vrba       | starosta                   | únor 1868 – 2. září 1874               |
| 6.  | Jan Rybička         | starosta                   | 2. září 1874 – září 1880               |
| 7.  | Hynek Rybička       | starosta                   | září 1880 – 8. prosinec 1881 (†)*      |
| 8.  | Josef Beran         | starosta                   | 8. prosinec 1881 – 1. říjen 1882       |
| 9.  | Ludvík Rössler      | starosta                   | 1. říjen 1882 – 26. srpen 1889         |
| 10. | Antonín Sláma       | starosta                   | 26. srpen 1889 – 13. květen 1890       |
| 11. | Josef Glücksmann    | starosta                   | 13. květen 1890 – 11. květen 1891      |
| 12. | Antonín Felcman     | starosta                   | 11. květen 1891 – listopad 1893        |
| 13. | Josef Glücksmann    | starosta                   | listopad 1893 – 4. listopad 1912       |
| 14. | Václav Kapoun       | starosta                   | 4. listopad 1912 – 23. květen 1914 (†) |
| 15. | Otto Rybička        | starosta                   | 23. květen 1914 – 15. únor 1919        |
| 16. | Karel Hendrich      | starosta                   | 26. červen 1919 – 16. září 1923        |
| 17. | Václav Toušek       | starosta                   | 16. září 1923 – 27. říjen 1927 (†)     |
| 18. | Ludvík Shejbal      | starosta                   | 27. listopad 1927 – 21. březen 1928    |
| 19. | Josef Dytrt         | starosta                   | 21. březen 1928 – 13. červen 1941      |
| 20. | Ludvík Schejbal     | předseda NSK               | 21. červen 1941 – duben 1942           |
| 21. | Richard Hoblik      | předseda NSK               | duben 1942 – prosinec 1942             |
| 22. | Franz Schmidt       | vládní komisař NSK         | prosinec 1942 – 1944                   |
| 23. | Benno Langhammer    | vládní komisař NSK         | 1944 – květen 1945                     |
| 24. | František Vítkovský | předseda MNV               | 9. květen 1945 – 23. červenec 1945     |
| 25. | Zdeněk Lom          | předseda MNV               | 24. červenec 1945 – 24. leden 1946     |
| 26. | Jindřich Friml      | předseda MNV               | 25. leden 1946 – 1. duben 1949         |
| 27. | Jaroslav Beran      | předseda MNV               | 4. duben 1949 – 20. červen 1950        |
| 28. | František Pacík     | předseda MNV               | 20. červen 1950 – 3. srpen 1951        |
| 29. | Josef Lžíčař        | předseda MNV               | 3. srpen 1951 – 30. květen 1957        |
| 30. | Josef Beran         | předseda MNV               | 30. květen 1957 – 12. červen 1960 (?)  |
| 31. | Jaroslav Roleček    | předseda MěstNV            | 12. červen 1960 (?) – červen 1961      |
| 32. | Bohuslav Routek     | předseda MěstNV            | červen 1961 – 18. únor 1970            |
| 33. | Miloslav Vašina     | předseda MěstNV            | 18. únor 1970 – 27. listopad 1971      |
| 34. | Josef Bárta         | předseda MěstNV            | 27. listopad 1971 – 5. červen 1981     |
| 35. | Otakar Heger        | předseda MěstNV            | 5. červen 1981 – 9. únor 1990          |
| 36. | Slavomír Gabrhel    | prozatímní předseda MěstNV | 9. únor 1990 – 5. prosinec 1990        |
| 37. | Zdeněk Lang         | starosta                   | 5. prosinec 1990 – 30. listopad 1994   |
| 38. | Lubomír Hýbl        | starosta                   | 30. listopad 1994 – 27. listopad 1998  |
| 39. | Jiří Pásek          | starosta                   | 27. listopad 1998 – 15. listopad 2002  |
| 40. | Jaroslav Zedník     | starosta                   | 15. listopad 2002 – 31. říjen 2018     |
| 41. | Magdalena Peterková | starostka                  | 31. říjen 2018 – 21. říjen 2022        |
| 42. | Zdeněk Řehák        | starosta                   | 21. říjen 2022 – dosud                 |

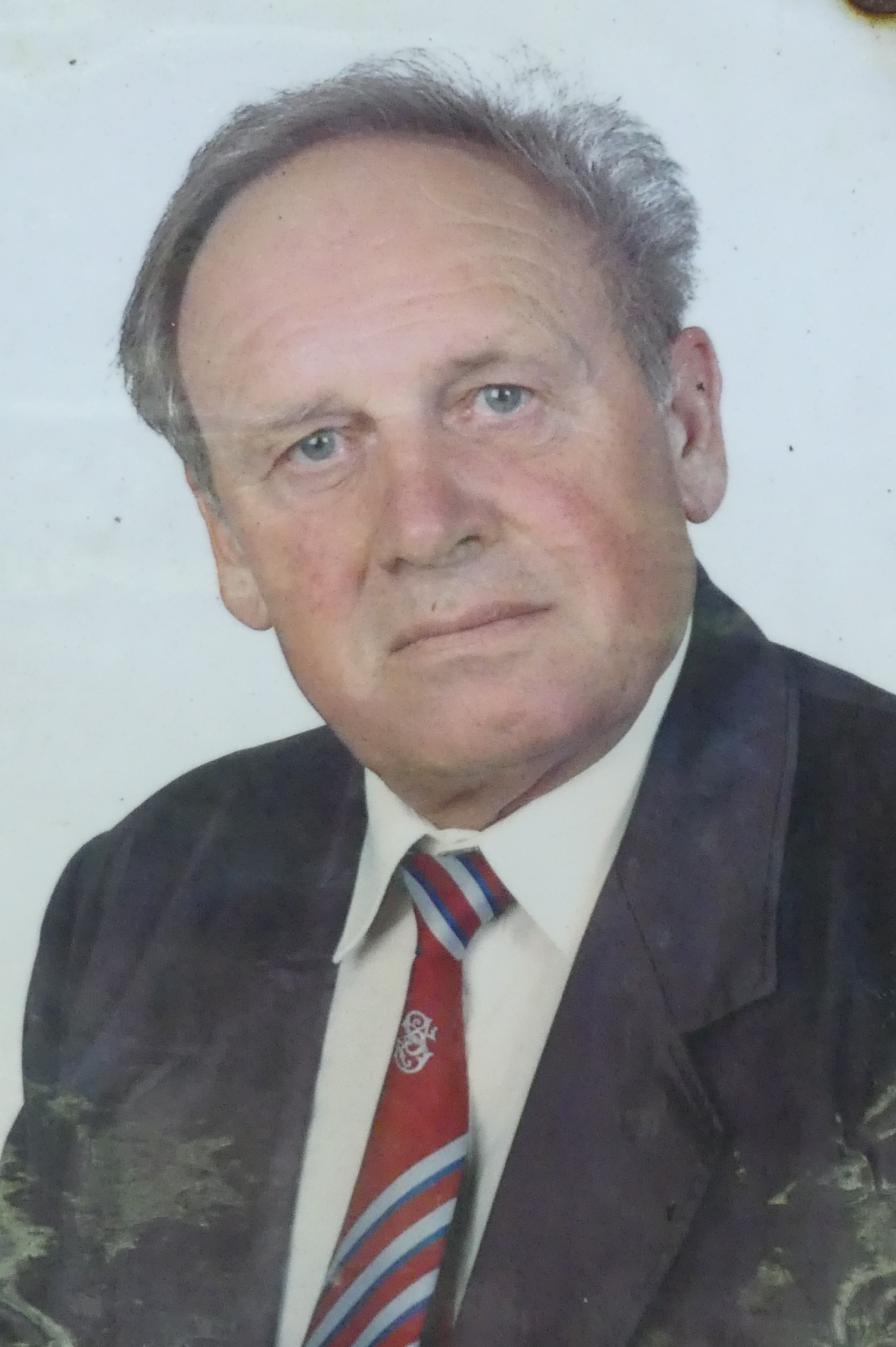
Zdeněk Lang

Pozn.: † – činitel zemřel v období výkonu funkce; NSK – Německá správní komise; MNV – Místní národní výbor; MěstNV – Městský národní výbor
* Hynek Rybička zahynul při požáru vídeňského divadla Ringtheater

## Rodáci
| Jméno                   | nar. | zem. | povolání |
| ----------------------- | ---- | ---- | --- |
| Zdenka Baldová          | 1885 | 1958 | slavná česká filmová a divadelní herečka, dlouholetá přední členka Národního divadla v Praze, nositelka Státní ceny (1951) a titulů Zasloužilá umělkyně (1953) a Národní umělkyně (1955) |
| Gustav Habrman          | 1864 | 1932 | novinář, politik, první československý ministr školství a ministr sociální péče |
| Jan Hýbl                | 1786 | 1834 | národní buditel, novinář a spisovatel |
| František Matouš Klácel | 1808 | 1882 | národní buditel, filozof, básník a člen řádu augustiniánů |
| Vladimír Merhaut        | 1868 | 1936 | divadelní a filmový herec, dlouholetý přední člen činohry Národního divadla v Praze |
| Eduard Pražský          | 1880 | 1918 | divadelní a filmový herec, člen Vinohradského divadla v Praze |
| Marie Kalivodová        | 1878 | 1951 | operní pěvkyně, sólistka opery Národního divadla v Praze |
| Fritz Freisler          | 1881 | 1955 | rakouský filmový režisér |
| František Doležal       | 1909 | 1945 | důstojník čs. letectva, stíhací eso 2. světové války, účastník bitvy o Francii a bitvy o Británii, velitel 310. čs. perutě a později i čs. stíhacího křídla RAF ve Velké Británii        |
| Jarmila Balašová        | 1919 | 2001 | divadelní herečka, přední členka Divadla J. K. Tyla v Plzni |
| František Rybička       | 1813 | 1890 | lékař a veřejný činitel |
| Josef Císař             | 1894 | 1983 | skladatel, hudebník, pedagog a pianista |
| František Formánek      | 1888 | 1964 | sochař, vynálezce, autor pamětní desky na domu Jana Hýbla a sousoší na střední škole (VDA)                                                                                               |
| Františka Honlová       | 1858 | 1929 | vlastenka, politička a humanitní pracovnice |
| Jan Chorinus            | 1560 | 1606 | filozof, básník, mistr na univerzitě v Praze |
| Ladislav Jankele        | 1871 | 1896 | básník |
| Jiří Josefík            | 1920 | 2006 | malíř a restaurátor |
| Pavel Štěpánek          | 1939 | 2000 | lékař |
| František Václav Krejčí | 1867 | 1941 | pedagog, novinář, publicista, člen Národního shromáždění a senátor |
| Jan Kubelka             | 1853 | 1900 | básník, člen sboru hasičů |
| Vilém Kyral             | 1909 | 1961 | učitel hudby, kapelník a dirigent v Praze |
| František Lašek         | 1872 | 1947 | lékař, veřejný činitel a historik |
| Jan Mehl                | 1912 | 1990 | akademický malíř, restaurátor, žák Františka Kupky |
| Jiří Pichl              | 1872 | 1953 | novinář, politik, senátor, někdejší starosta dnes pražských Vinohrad |
| František Preisler ml.  | 1915 | 1983 | hudebník a dirigent, působil např. v Pardubicích, Kladně, Olomouci a Opavě. Po skončení aktivní umělecké dráhy se vrátil do svého rodného města, kde zemřel a je pochován.               |
| Otakar Runa             | 1915 | 1941 | z Prahy udržoval styk s protifašistickou skupinou v České Třebové, které dodával nálože pro sabotážní akce, byl pak Němci popraven                                                       |
| Eduard Stříbrný         | 1891 | 1974 | strojní inženýr, kulturní pracovník, spisovatel, ochotník |
| Martin Broulík          | 1751 | 1817 | skladatel, pedagog |
| Josef Horčička          | 1870 | 1939 | pedagog a sběratel písní |
| Antonín Kleinpetr       | 1869 | 1932 | hudebník, barytonista |
| Miroslav Škrabal        | 1875 | 1896 | skladatel, houslista |
| Josef Švenk             | 1918 | 1980 | hudebník, kornista |
| Bohuslav Štangler       | 1895 | 1980 | pedagog, kulturní pracovník, spisovatel, správce městského muzea |
| František Buříval       | 1868 | 1929 | tajemník, poslanec |
| Jan Pelikán             | 1878 | 1950 | tajemník, odborář, poslanec, podnikatel |
| Karel Tomeš             | 1912 | 1991 | malíř a divadelník |
| Stanislav Víša          | 1924 | 1984 | výtvarník, loutkář, modelář, pracovník v loutkovém filmu, vyzdobil sgrafity nádražní halu                                                                                                |
| Miloslav Dlouhý         | 1931 | 1992 | řídící pracovník a mecenáš |
| Antonín Felcman         | 1852 | 1929 | podnikatel a kulturní činovník |
| Otto Fusek              | 1909 | 1987 | akademický malíř a grafik |
| Grete Salus             | 1910 | 1996 | učitelka tance, jako jedna z prvních zveřejnila zprávu o osudu Židů během Holokaustu (1945)                                                                                              |
| Josef Hořička           | 1870 | 1939 | ředitel, pedagog a sběratel lidových písní |
| Josef Jindra            | 1885 | 1967 | podnikatel a ředitel |
| Josef Poštulka          | 1923 | 2009 | na Slovensku působící architekt a projektant |
| Jindřich Růžička        | 1926 | 2011 | regionální historik, archivář, spisovatel |
| Bohuslav Řehák          | 1936 | 1986 | chemik a vývojový pracovník |
| Jaroslav Burian         | 1922 | 1980 | rusista, pedagog, autor rozhlasových relací, literární vědec, překladatel a filolog |
| Vratislav Bělský        | 1924 | 2003 | varhaník a cembalista |
| František Stránský      | 1914 | 1954 | konstruktér, vynálezce, zkonstruoval tříkolku Velorex, zahynul v ní při nehodě, bratr Mojmíra                                                                                            |
| Mojmír Stránský         | 1924 | 2011 | konstruktér, vynálezce, zkonstruoval tříkolku Velorex, bratr Františka |
| Vladimír Hampl          | 1929 | 2015 | spisovatel, publicista, redaktor, zakladatel Českotřebovského zpravodaje |
| Jan Kapusta             | 1932 | 2011 | český muzikolog a publicista |
| Bohumil Kubát           | 1935 | 2016 | zápasník a účastník Olympijských her 1960 a 1964 |
| Jiří Musílek            | 1942 | 2014 | pedagog, kulturní a politický činitel, kronikář, publicista, ochotnický herec, televizní redaktor, komunální politik, v letech 1990–1992 poslanec Sněmovny lidu Federálního shromáždění  |
| Ilja Pek                | 1945 | 1998 | přírodovědec (geologie), historik, pedagog a vědec, vedoucí katedry geologie univerzity v Olomouci                                                                                       |
| Pavel Langhans          | 1945 | –    | malíř a karikaturista |
| Milan Michalski         | 1945 | –    | spisovatel, pedagog, přírodovědec, mineralog, fotograf a zakladatel Mineralogického klubu Česká Třebová                                                                                  |

## Slavné osobnosti, které v České Třebové pobývaly
| Jméno                     | nar. | zem. | druh pobytu |
| ------------------------- | ---- | ---- | --- |
| Božena Němcová            | 1820 | 1862 | pobývala pár týdnů se svými dětmi v roce 1851 v lázních Na Horách. Přijela na pozvání F. M. Klácela a dalšími členy „Klácelova bratrstva“. |
| Max Švabinský             | 1873 | 1962 | v letech 1895–1919 pobýval v tehdy samostatné obci Kozlov u České Třebové (dnes součást České Třebové), kde hledal inspiraci pro obrazy Chudý kraj, U stavu, Cyklus léto, Splynutí duší, Rajská sonáta, Letní noc. V Kozlově se 2. června 1902 oženil s Eliškou Vejrychovou. Chaloupka, ve které pobýval, alej kolem cesty na Kozlovský kopec a také restaurace a rozhledna na Kozlovském kopci nesou jeho jméno. Do své smrti sem také velmi často a ráda jezdila jeho adoptivní dcera Zuzana Švabinská (1912–2004). |
| Karel I.                  | 1887 | 1922 | V roce 1912 zavítal do České Třebové ještě jako arcivévoda a druhý následník trůnu v čele 5. eskadrony českého dragounského pluku č. 7 vévody Lotrinského. Společně s ním zde ve Vyskočilově vile přespala i jeho choť princezna Zita. K jejich pobytu se váže i pověst o Karlově korunovaci na českého krále hrncem v jedné z místních stodol. |
| Teréza Nováková           | 1853 | 1912 | ráda a často pobývala se svoji rodinou v bývalých lázních Na Horách. Z návštěv Hor, které si velmi zamilovala, Nováková vytěžila náměty k povídkám „V lázních pohorských“, „Na Horách“ a „Slepá Dorotka“. |
| Arne Novák                | 1880 | 1939 | často pobýval se svoji rodinou v bývalých lázních Na Horách. Toto místo si obzvláště oblíbil. |
| Hubert Gordon Schauer     | 1862 | 1892 | několikrát do města na zdravotní zotavené. Zemřel v lázních Na Horách na tuberkulózu. Pohřben byl v rodné Litomyšli. |
| František Pravoslav Volák | 1829 | 1865 | auskultant soudu v Litomyšli, vlastenecký soudce z románu Terezy Novákové „Děti čistého živého“. Jezdil do města na zdravotní zotavené. Zemřel v lázních Na Horách, byl pohřben na starém českotřebovském hřbitově. |
| František Emanuel Welz    | 1816 | 1890 | národní obrozenec, filozof a revolucionář z roku 1848. Po potlačení revoluce žil v České Třebové a zemřel v Kozlově. |
| Karel Plicka              | 1894 | 1987 | hudebník, spisovatel, fotograf a režisér. Z České Třebové pocházela jeho matka, trvale zde žil jeho bratr, sám Karel Plicka strávil ve městě část dětství, vychodil měšťanskou školu a i v pozdějších letech se sem vracel. Nositel Řádu práce (1954), titulu Národní umělec (1968), Národní ceny Slovenska (1975), Řádu republiky (1979) a Řádu Tomáše Garrigua Masaryka III. třídy in memoriam (1991). |
| Adolf Jan Zapský ze Zap   | 1852 | 1928 | lékárník v Jevíčku, Praze, Chrudimi a v České Třebové. |
| František Kajetán Zedínek | 1923 | 2017 | hudební skladatel, pedagog. |
| Vratislav Rybička         | 1902 | 1997 | veřejný činitel. |
| Václav Vlastimil Hausmann | 1850 | 1903 | hudební skladatel a varhaník. |
| Milena Asmanová           | 1930 | 2021 | filmová, televizní a sólová herečka ostravského divadla. V dětství vyrůstala a studovala v České Třebové a dodnes zde žije část jejího příbuzenstva. |
| Marie Preislerová         | 1917 | 2010 | sólová herečka olomouckého divadla. Hrála v seriálu Dispečer. Manželka Františka Preislera ml. (1915–1983), matka režiséra Františka Preislera (*1948) a babička dirigenta Františka Preislera (1973–2007). Do své smrti žila v třebovském městském domově důchodců. |
| František Preisler st.    | 1886 | 1945 | kapelník a skladatel. V letech 1907–1945 žil a pracoval v České Třebové. Je zde i pochován. Otec hudebníka Františka Preislera ml. (1915–1983), děd režiséra Františka Preislera (*1948) a praděd Františka Preislera. |
| František Preisler        | 1973 | 2007 | dirigent. Syn režiséra Františka Preislera (*1948) a operní pěvkyně Vlasty Ployharové-Preislerové (1928–2021). Vnuk hudebníka Františka Preislera ml. (1915–1983) a herečky Marie Preislerové. V České Třebové–městě svých předků byl častým hostem a je zde pochován na místním hřbitově. |
| Jindřich Praveček st.     | 1885 | 1969 | hudební skladatel, pedagog a dirigent. Dlouhá léta pracoval v České Třebové. Čestný občan města Česká Třebová. Otec Jindřicha Pravečka mladšího. |
| Jindřich Praveček ml.     | 1909 | 2000 | hudební skladatel a dirigent. Vyrůstal, chodil do školy a pracoval v České Třebové. Syn Jindřicha Pravečka staršího. Jako jeden z posledních obdržel titul Národního umělce (1989). |
| Eduard Haken              | 1910 | 1996 | operní pěvec, člen Národního divadla v Praze. Často a rád jezdil do České Třebové, vystupoval zde a pořádal koncerty. Navštěvoval město s manželkou Marií Glázrovou nebo s dcerou a dalšími kolegy z Národního divadla. U příležitosti svých pětaosmdesátých narozenin byl jmenován Čestným občanem města Česká Třebová (osobně přijal 12. května 1995). |
| Helen Hughes              | 1928 | 2013 | australská ekonomka. Jako dcera Karla Ginze, ředitele textilní továrny, pobývala v dětství ve českotřebovské čtvrti Parník. V roce 1939 rodina emigrovala do Austrálie. |
| Petr Štěpánek             | 1943 | 2012 | matematik, poslanec Federálního shromáždění, profesor na Univerzitě Karlově, spoluautor vysokoškolské učebnice Teorie množin |
| Dalibor Zelený            | 1957 | –    | manažer, politik, generální ředitel Českých drah. |

## Čestní občané města Česká Třebová
| Jméno                     | nar. | zem. | povolání                                                          | uděleno           | odebráno       |
| ------------------------- | ---- | ---- | ----------------------------------------------------------------- | ----------------- | -------------- |
| Josef Glückmann           | 1853 | 1918 | starosta města                                                    | 24. květen 1912   | –              |
| Gustav Habrman            | 1864 | 1932 | novinář, politik, první ministr školství a ministr sociální péče  | 1918              | –              |
| Tomáš Garrigue Masaryk    | 1850 | 1937 | pedagog, politik, filozof a první československý prezident        | 1918              | –              |
| Edvard Beneš              | 1884 | 1948 | pedagog, politik, diplomat a druhý československý prezident       | 1918              | –              |
| Milan Rastislav Štefánik  | 1880 | 1919 | politik, generál, ministr a astronom                              | 1918              | –              |
| František Staněk          | 1867 | 1936 | pedagog, politik, ministr a bankéř                                | 1918              | –              |
| František Lašek           | 1872 | 1947 | historik, primář nemocnice v Litomyšli a purkmistr Litomyšle      | 1933              | –              |
| Jiří Pichl                | 1872 | 1952 | pedagog, novinář, politik, senátor, starosta pražských Vinohrad   | 1938              | –              |
| Bohumil Laušman           | 1903 | 1963 | politik, ministr, politický vězeň                                 | 1946              | –              |
| Jan Masaryk               | 1886 | 1948 | politik, ministr                                                  | 1947              | –              |
| Zdeněk Nejedlý            | 1878 | 1962 | politik, spisovatel, historik, muzikolog, ministr                 | 1948              | –              |
| František Formánek        | 1888 | 1964 | sochař, vynálezce                                                 | 1964              | –              |
| Jindřich Praveček         | 1885 | 1969 | hudební skladatel a dirigent                                      | 1965              | –              |
| František Preisler ml.    | 1915 | 1983 | hudebník a dirigent                                               | 1965              | –              |
| Alexandr Vasiljevov       | ?    | ?    | velitel sovětské okupační posádky                                 | 1973              | 14. říjen 1992 |
| Vratislav Rybička         | 1902 | 1997 | veřejný činitel                                                   | 14. říjen 1992    | –              |
| Eduard Haken              | 1910 | 1996 | operní pěvec, člen Národního divadla v Praze                      | 12. květen 1995   | –              |
| František Kajetán Zedínek | 1923 | 2017 | hudební skladatel, pedagog                                        | 24. říjen 2003    | –              |
| Zdeněk Šebek              | 1960 | –    | postižený sportovec, účastník Paralympiády v Sydney               | 4. červen 2004    | –              |
| Božena Ivanová            | 1927 | 2023 | účastnice bojových operací na východní frontě druhé světové války | 11. listopad 2021 | –              |
| Vasil Timkovič            | 1923 | 2023 | účastník bojových operací na východní frontě druhé světové války  | 11. listopad 2021 | –              |
| Josef Zavřel              | 1931 | –    | televizní redaktor, fotograf, cestovatel                          | 12. únor 2024     | –              |

## Cena města
Ceny města Česká Třebová